# Diocesi di Baoding
La diocesi di Baoding (in latino Dioecesis Paotimensis) è una sede della Chiesa cattolica in Cina suffraganea dell'arcidiocesi di Pechino. Nel 1950 contava 78.601 battezzati su 2.000.000 di abitanti. La sede è vacante.

## Territorio
La diocesi comprende parte della provincia cinese di Hebei.
Sede vescovile è la città di Baoding, dove si trova la cattedrale dei Santi Pietro e Paolo, edificata nel 1905.

## Storia
Il vicariato apostolico di Ce-li centrale fu eretto il 14 febbraio 1910 con il breve Nobis in sublimi di papa Pio X, ricavandone il territorio dal vicariato apostolico di Ce-li settentrionale (oggi arcidiocesi di Pechino).
Il 15 aprile 1924 cedette una porzione di territorio a vantaggio dell'erezione della prefettura apostolica di Lixian (oggi diocesi di Anguo).
Il 3 dicembre 1924 assunse il nuovo nome di vicariato apostolico di Paotingfu in forza del decreto Vicarii et Praefecti della Congregazione di Propaganda Fide.
Il 25 maggio 1929 cedette un'altra porzione di territorio a vantaggio dell'erezione della missione sui iuris di Yixian (oggi prefettura apostolica).
L'11 aprile 1946 il vicariato apostolico è stato elevato al grado di diocesi con la bolla Quotidie Nos di papa Pio XII.
Nel 1992 morì in carcere il vescovo clandestino Peter Joseph Fan Xueyan. Dopo di lui si conoscono altri due vescovi di Baoding, James Su Zhimin ed il suo coadiutore Francis An Shuxin, entrambi imprigionati dalle autorità cinesi. Nel 2009 An Shuxin, in carcere dal 1996 al 2006, avrebbe aderito all'Associazione patriottica cattolica cinese; mentre restano ancora ignote le sorti di Su Zhimin, in carcere dal 1997.

## Cronotassi dei vescovi
Si omettono i periodi di sede vacante non superiori ai 2 anni o non storicamente accertati.
- Joseph-Sylvain-Marius Fabrègues, C.M. † (19 febbraio 1910 - 12 giugno 1923 nominato vicario apostolico coadiutore di Ce-li settentrionale)
- Paul Leon Cornelius Montaigne, C.M. † (18 dicembre 1924 - 25 gennaio 1930 nominato vicario apostolico coadiutore di Pechino)
- Joseph Zhou Ji-shi, C.M. † (26 marzo 1931 - 18 luglio 1946 nominato arcivescovo di Nanchang)
  - Sede vacante (1946-1951)
- Peter Joseph Fan Xueyan † (12 aprile 1951 - 16 aprile 1992 deceduto)
  - Sede vacante
  - John Wang Qi-wei † (20 luglio 1959 consacrato - 1997 deceduto)
  - Peter Chen Jian-zhang † (1983 consacrato - 23 dicembre 1994 deceduto)
  - Matthew Pan De-shi † (8 dicembre 1991 consacrato - 3 dicembre 2005 deceduto)
  - James Su Zhimin, dal 2 maggio 1993
  - Francis An Shuxin, dal 7 agosto 2010

## Statistiche
La diocesi nel 1950 su una popolazione di 2.000.000 di persone contava 78.601 battezzati, corrispondenti al 3,9% del totale.
| anno | popolazione | popolazione | popolazione | presbiteri | presbiteri | presbiteri | presbiteri                | diaconi | religiosi | religiosi | parrocchie |
| anno | battezzati  | totale      | %           | numero     | secolari   | regolari   | battezzati per presbitero | diaconi | uomini    | donne     | parrocchie |
| ---- | ----------- | ----------- | ----------- | ---------- | ---------- | ---------- | ------------------------- | ------- | --------- | --------- | ---------- |
| 1950 | 78.601      | 2.000.000   | 3,9         | 68         | 68         |            | 1.155                     |         |           | 59        | 35         |